# Vox (Paraguay)
Vox es la marca comercial del operador de PCS paraguayo Hola Paraguay S.A., propiedad de la estatal Compañía Paraguaya de Comunicaciones S.A. (Copaco) desde agosto de 2010, aunque la marca comercial ya data desde mucho atrás. Fue la primera empresa celular que ofreció la tecnología GSM en Paraguay en el año 1999, cuando aún se usaba mayoritariamente la tecnología analógica AMPS, y digital en TDMA.
Es la cuarta compañía telefónica del país en términos de usuarios, con una penetración del 4% rondando los 312.390 usuarios (datos de 2019), última en el ranking.

## Historia
El 12 de mayo de 1999, Vox (Hola Paraguay S.A.), inició sus operaciones comerciales en el país, como empresa pionera en la prestación de servicios de telefonía móvil con tecnología GSM. Su cobertura era más bien solo para Gran Asunción, sin expandirse hacia el interior. En aquel entonces, la compañía Vox (Hola Paraguay S.A.) estaba integrada por las empresas KDDI Corporation de Japón y Toyotoshi Holding Corporation de Paraguay.
El 9 de julio de 2010 la estatal Compañía Paraguaya de Comunicaciones S.A. (Copaco) confirmó la firma de un memorándum de entendimiento con las propietarias de la telefónica móvil Vox. En el documento, ambas partes manifestaron su voluntad de realizar la compra-venta de acciones de la empresa de telefonía celular. Vox pasó a formar parte de la empresa estatal paraguaya en agosto de 2010, siendo adquirida la empresa Hola Paraguay S.A. por la estatal por alrededor de US$ 3 millones.
La firma contaba al momento de ser absorbida por la estatal con solo 90.000 clientes, con una cobertura y servicio limitado que no le permitía crecer a nivel país. Copaco realizó varias inversiones para expandir sus servicios hacia el interior del país, actualizar su servicio a 3G para así ofrecer internet móvil y competir con las demás operadoras locales. Así mismo, en aquella época experimentó una fuga masiva de clientes debido a los innumerables problemas que registraban inicialmente con las incompatibilidades de sus redes 3G (900 MHz) con la gran mayoría de los dispositivos móviles (Teléfonos inteligentes) utilizados en la región.
A finales del año 2015 desplegaron oficialmente la red 4G LTE para conexiones móviles a través de Teléfonos inteligentes con una cobertura inicial que abarcaba únicamente la ciudad de Asunción y área metropolitana. Posteriormente para inicios del año 2016 sus redes LTE ya se expandieron a algunas ciudades principales del interior del país como Ciudad del Este y la ciudad de Encarnación. Actualmente opera en las frecuencias de 1900 MHz para sus redes GSM (2G), las de 900 & 1900 MHz para sus redes UMTS/HSPA+ (3G) y la de 1.700-2100 MHz para sus redes 4G LTE.